# Strumpebandsfisk
Strumpebandsfisk (Lepidopus caudatus), en fisk i familjen hårstjärtfiskar som finns i många av världens varmare hav.

## Utseende
Strumpebandsfisken är en långsmal fisk med liten stjärtfena, förkrymta bukfenor, stort huvud och mun samt långa huggtänder i överkäken. Bakom analöppningen har den en kort tagg. Den fjällösa kroppen är enfärgat silverfärgad. Den blir sällan längre än omkring 117 cm, men kan nå upp till 210 cm som mest. Största vikt är 8 kg.

## Vanor
Arten är en havslevande stimfisk som lever nära mjuka bottnar (sand och dy) på kontinentalhyllan och dess sluttningar på ett djup mellan 40 och 600 m, vanligtvis mellan 100 och 300 m. Under natten drar den sig uppåt till högre vattenlager. Födan består av kräftdjur, mindre bläckfiskar och fisk.

### Fortplantning
Strumpebandsfisken leker från senvinter till tidig vår vid Nordafrika, och under vår till höst vid Nya Zeeland. Ägg och yngel är pelagiska.

## Kommersiell användning
Arten anses vara en utmärkt matfisk och är föremål för ett omfattande kommersiellt fiske i bland annat Nordatlanten (främst vid Portugal och Marocko), utanför Namibia och vid Nya Zeeland.

## Utbredning
Utbredningsområdet omfattar östra Atlanten från Frankrike och västra Medelhavet via Azorerna, Madeira och Kanarieöarna till Senegal samt vid Sydafrika; södra Indiska oceanen mellan 30 to 35°S samt Stilla havet (Australien från New South Wales till södra Western Australia, Nya Zeeland och Peru. En osäker uppgift från Mexiko finns också). Ett fynd från Bohuslän i Sverige 1935 är känt.